# Dubrovniška sinagoga
Dubrovniška sinagoga je judovski verski objekt in muzej v mestu Dubrovnik na Hrvaškem. Je najstarejša aktivna sefardska sinagoga na svetu in druga najstarejša aktivna v Evropi med vsemi sinagogami.
V stavbi tretjega nadstropja v današnjem centru mesta je bila urejena v 14. stoletju v baročnem stilu. Rabinat in urad singagoge se nahajata nadstropje nižje. 
Sinagogo so leta 1408 dali zgraditi sefardski Judje, ki so se v Dubrovnik priselili po izgonu iz Španije. Močno poškodovana je bila v potresu leta 1667.
Med obdobjem 2. svetovne vojne so vrednejše predmete iz objekta skrili zasebniki. Med vojno objekt ni bil uničen, ponovno posvečen je bil leta 1956. V letu 1969 so bili opravljeni posamezni verski obredi, leta 1980 pa je bila v spomin na žrtve Holokavsta postavljena spominska plošča.
Od leta 1997 ponovno služi kot verski objekt in muzej, skupnost Judov v Dubrovniku pa šteje 30 članov.